# Tanaica maculata
Tanaica maculata är en tvåvingeart som beskrevs av Merz och Dawah 2005. Tanaica maculata ingår i släktet Tanaica och familjen borrflugor. Inga underarter finns listade i Catalogue of Life.